# Легаррета, Андреа
Андреа Легаррета Мартинес (исп. Andrea Legarreta Martinez; род. 12 июля 1972, Мехико, Мексика) — мексиканская актриса, телеведущая и мастер дубляжа.

## Биография
Родилась в Мехико 12 июля 1972 года. Уже в 5 лет, юная актриса выступила на сцене со сборником своих собственных песен.
Ей очень сильно везёт в начале 1980—х годов. Она создаёт свою собственную музыкальную группу, получившая название «Fresas con crena», где в группе должны участвовать трое человек — один мальчик и две девочки. В состав легендарной тройки вошли будущие известные актёры — Тоньо Маури, Андреа Легаррета и Мариана Леви. Легендарная тройка существовала 10 лет и распалась в связи с тем, что у всех актёров был обильный график съёмок в фильмах и сериалах.
Российскому зрителю актриса известна по ролям «Моя вторая мама» (Дэнисс) и «Просто Мария» (Ивонн Айалла Д’Анхиле), а вот у себя на родине в Мексике, она известна прежде всего как певица и бывшая солистка легендарной тройки, а также ещё как телеведущая нескольких телепередач и телепроектов. Была трижды номинирована на премию TVyNovelas, ей удалось дважды одержать победу.

## Личная жизнь
Андреа замужем. Мужем Андреа Легарреты является известный мексиканский актёр и певец Эрик Рубин (в детстве участник поп-группы Timbiriche). Несколько песен на мексиканской эстраде, супруги спели дуэтом. У супругов двое детей — Миа Рубин Легаррета и Нина Рубин Легаррета.

## Фильмография

### Телесериалы телекомпанииTelevisa
- 1996 — «Золотая клетка» — эпизод
- 1993 — «Валентина» — эпизод
- 1989 — «Просто Мария» — Ивонн Айалла Д’Анхиле (злодейка) (дубляж — Елена Павловская)
- 1989 — «Моя вторая мама» — Дэнисс
- 1989 — «Карусель» — Аурелия